# 남원시장
남원시장은 전북특별자치도 남원시의 시장이다.

## 역대 남원군수
| 대수   | 이름   | 임기 | 비고              |
| ------ | ------ | ---- | ----------------- |
| 제1대  | 정운홍 |      | 전라북도 남원군수 |
| 제2대  | 임춘성 |      | 전라북도 남원군수 |
| 제3대  | 송성환 |      | 전라북도 남원군수 |
| 제4대  | 이영택 |      | 전라북도 남원군수 |
| 제5대  | 홍재표 |      | 전라북도 남원군수 |
| 제6대  | 박동우 |      | 전라북도 남원군수 |
| 제7대  | 양용조 |      | 전라북도 남원군수 |
| 제8대  | 박종철 |      | 전라북도 남원군수 |
| 제9대  | 김영신 |      | 전라북도 남원군수 |
| 제10대 | 황호면 |      | 전라북도 남원군수 |
| 제11대 | 김삼주 |      | 전라북도 남원군수 |
| 제12대 | 이승용 |      | 전라북도 남원군수 |
| 제13대 | 조영호 |      | 전라북도 남원군수 |
| 제14대 | 채기묵 |      | 전라북도 남원군수 |
| 제15대 | 이화익 |      | 전라북도 남원군수 |
| 제16대 | 이화영 |      | 전라북도 남원군수 |
| 제17대 | 전종권 |      | 전라북도 남원군수 |
| 제18대 | 최봉채 |      | 전라북도 남원군수 |
| 제19대 | 길기순 |      | 전라북도 남원군수 |
| 제20대 | 채의석 |      | 전라북도 남원군수 |
| 제21대 | 이정상 |      | 전라북도 남원군수 |
| 제22대 | 권승주 |      | 전라북도 남원군수 |
| 제23대 | 이석재 |      | 전라북도 남원군수 |
| 제24대 | 박청준 |      | 전라북도 남원군수 |
| 제25대 | 심성택 |      | 전라북도 남원군수 |
| 제26대 | 이상칠 |      | 전라북도 남원군수 |
| 제27대 | 김정기 |      | 전라북도 남원군수 |
| 제28대 | 양종석 |      | 전라북도 남원군수 |
| 제29대 | 이정규 |      | 전라북도 남원군수 |
| 제30대 | 권형신 |      | 전라북도 남원군수 |
| 제31대 | 류만영 |      | 전라북도 남원군수 |
| 제32대 | 이용규 |      | 전라북도 남원군수 |
| 제33대 | 박해구 |      | 전라북도 남원군수 |
| 제34대 | 백인주 |      | 전라북도 남원군수 |
| 제35대 | 박병식 |      | 전라북도 남원군수 |
| 제36대 | 양병구 |      | 전라북도 남원군수 |
| 제37대 | 노병일 |      | 전라북도 남원군수 |

## 역대 남원시장
| 대수     | 이름   | 임기                             | 비고                             |
| -------- | ------ | -------------------------------- | -------------------------------- |
| 제1대    | 심성택 | 1981년 7월 1일~1984년 10월 23일  |                                  |
| 제2대    | 윤태경 | 1984년 10월 24일~1986년 3월 7일  |                                  |
| 제3대    | 류재천 | 1986년 3월 8일~1988년 6월 4일    |                                  |
| 제4대    | 장윤상 | 1988년 6월 5일~1990년 7월 31일   |                                  |
| 제5대    | 최봉규 | 1990년 8월 1일~1993년 3월 28일   |                                  |
| 제6대    | 김만종 | 1993년 3월 29일~1994년 4월 30일  |                                  |
| 제7대    | 김완주 | 1994년 5월 1일~1994년 12월 31일  |                                  |
| 제8대    | 김완주 | 1995년 1월 1일~1995년 6월 30일   | 남원시·남원군 통합(1995. 1. 1.)  |
| 제9대    | 이정규 | 1995년 7월 1일~1998년 6월 30일   | 민선 1기                         |
| 제10대   | 최진영 | 1998년 7월 1일~2002년 6월 30일   | 민선 2기                         |
| 제11대   | 최진영 | 2002년 7월 1일~2006년 6월 30일   | 민선 3기. 재선                   |
| 제12대   | 최중근 | 2006년 7월 1일~2010년 6월 30일   | 민선 4기                         |
| 제13대   | 윤승호 | 2010년 7월 1일~2011년 6월 9일    | 민선 5기                         |
| 권한대행 | 김형만 | 2011년 6월 10일~2011년 10월 26일 |                                  |
| 제14대   | 이환주 | 2011년 10월 27일~2014년 6월 30일 | 민선 5기. 2011년 재보궐선거 당선 |
| 제15대   | 이환주 | 2014년 7월 1일~2018년 6월 30일   | 민선 6기. 재선                   |
| 제16대   | 이환주 | 2018년 7월 1일~2022년 6월 30일   | 민선 7기. 3선                    |
| 제17대   | 최경식 | 2022년 7월 1일~                  | 민선 8기                         |

## 같이 보기
- 남원시장 선거